# Trygve Beisvåg
Trygve Beisvåg (narozen 9. srpna 1904 v Namdalenu, zemřel 5. listopadu 1970 v Trondheimu) byl norský běžec na lyžích. V roce 1932 vyhrál první závod birkebeinerrennet a závodil za sportovní organizaci Vålerengens Idrettsforening. V roce 1931 skončil v závodě na 5 mil v Holmenkollenu sedmý a po roce 1932 dosáhl několika předních umístění v závodě birkebeinerrennet. Později působil ve sportovním klubu Freidig v Trondheimu.